# Elena Asachi
Elena Asachi, née Teyber, née le 30 octobre 1789 à Vienne et morte le 9 mai 1877, est une pianiste, chanteuse et compositrice roumaine, de naissance autrichienne. Elle est la fille du compositeur autrichien Anton Teyber et nièce du premier violon Franz Teyber.

## Biographie
Elena Teyber a étudié enfant la musique avec son père à Dresde. Elle étudie ensuite à Vienne avec le chanteur d'opéra Domenico Donzelli. Après avoir terminé ses études, elle devient professeur au conservatoire Iaşi où elle est connue comme pianiste et compositrice de 1827 à 1863. Elle fut mariée à Gheorghe Asachi avec qui elle collabora sur des chants et des œuvres théâtrales. Elle meurt à Iaşi.

## Œuvres
- Fête pastoral des bergers moldaves 1834
- Contrabantul (Le contrebandier) (Caudeville) 1837
- Tiganii (Vaudeville avec chants) 1856
- Ballade moldave (avec G. Asachi) 1834
- Se starb, sagst tu (G. Asachi, traduit par E. Asachi) 1837
- Song of Society (avec G. Asachi) 1849[1]